# Dimitrios Tzimourtos
Dimitrios Tzimourtos (Veria, 10 de febrero de 1981) fue un jugador de balonmano griego que jugó de extremo derecho. Fue un componente de la selección de balonmano de Grecia que logró la sexta plaza en los Juegos Olímpicos de Atenas 2004 y en el Campeonato Mundial de Balonmano Masculino de 2005.

## Palmarés

### Filippos Verias
- Liga de Grecia de balonmano (1): 2003

## Clubes
- Filippos Verias ( -2007)
- Eintracht Hildesheim (2007-2008)
- MT Melsungen (2008-2010)
- Eintracht Hildesheim (2010-2015)